# Boško Simonović
Boško Simonović - em sérvio, Бoшko Cимoнoвић (Šid, então chamada Schid sob o Império Austro-Húngaro, 12 de fevereiro de 1898 — Belgrado, 5 de agosto de 1965) - foi um futebolista e treinador de futebol iugoslavo. Ele dirigiu a Iugoslávia na Copa do Mundo de 1930, sediada no Uruguai. Sua equipe terminou na quarta colocação dentre os treze participantes.